# برمجة منطقية استخلاصية
البرمجة المنطقية الاستخلاصية هي إطار عمل عالي المستوى لتمثيل المعرفة يمكن استخدامه لحل المشكلات تصريحيًا، بناءً على الاستدلال الاستخلاصي. فهو يوسع البرمجة المنطقية العادية من خلال السماح لبعض المسندات أن لا تُعرف تعريفًا كاملًا، وإعلانها على أنها مسندات قابلة للاختزال. تُحل المشكلات من خلال استخلاص الفرضيات على هذه المسندات القابلة للاختزال (الفرضيات الاستخلاصية) لتكون حلولًا للمشكلات التي يتعين حلها. يمكن أن تكون هذه المشكلات إما ملاحظات تحتاج إلى شرح (كما هو الحال في الاستخلاص التقليدي) أو أهداف يجب تحقيقها (كما هو الحال في البرمجة المنطقية العادية). يمكن استخدامه لحل المشكلات في التشخيص والتخطيط واللغة الطبيعية وتعلم الآلة. واستخُدم لتفسير النفي بالفشل شكلًا من أشكال التفكير المُبعِد أيضًا.